# Matrimonio mistico di santa Caterina d'Alessandria (Correggio Capodimonte)
Il Matrimonio mistico di santa Caterina d'Alessandria è un dipinto a olio su tavola (28x24 cm) di Correggio, databile al 1520 circa e conservato nel Museo nazionale di Capodimonte di Napoli.

## Storia
Registrato in una nota dei beni di Barbara Sanseverino, datata 27 aprile 1596, questo piccolo lavoro era definito come “un quadro del Correggio, chiamato lo Sposalizio di Santa Caterina, piccolo ma gioia di estrema bellezza”. La stessa proprietaria lo aveva offerto in dono al duca di Mantova Vincenzo I Gonzaga, che nutriva un particolare interesse per le opere del Correggio, ma in realtà il dipinto non arrivò mai a Mantova. Fu invece richiesto da Odoardo Farnese a Roma, in anni in cui la fama del Correggio nell'Urbe era al suo apice grazie alla popolarità dei Carracci e della loro scuola.
È forse da identificare con il dipinto visto da Scannelli nel Palazzo del Giardino di Parma e descritto nel 1657 nel suo Microcosmo per quanto anche a Roma in Palazzo Farnese fosse registrato nel 1644 un piccolo dipinto di questo soggetto. In ogni caso una copia del dipinto dovette restare a Roma e appartenne al letterato Lelio Guidiccioni a cui è dedicata una stampa di Giovan Battista Mercati, tratta da essa assai più fedele all'originale della precedente incisione di Giorgio Ghisi.
Una copia su tela di questo dipinto si trova all'Ermitage e, secondo quando si legge in un'incisione di Moette tratta da questa, recava sul retro un'iscrizione che recitava così: “Laus Deo, per Donna Mathilda d'Este Antonio Lieto da Correggio fece il presente quadretto per sua divozione. A.o 1517”.
Tuttavia la critica tende a spostare la datazione negli anni immediatamente successivi al 1517, in genere entro la decorazione della Camera di San Paolo con cui condivide un'analoga freschezza narrativa e una nuova sobria - ma in realtà studiatissima - semplicità.

## Descrizione e stile
Con una stretta inquadratura Maria, inginocchiata in terra sullo sfondo di un sintetico paesaggio, offre alla principessa e martire Caterina d'Alessandria il piccolo Gesù Bambino che le cinge la mano con l'anello, simbolo della loro unione mistica. Gesti e sguardi si intrecciano tra i protagonisti, con un notevole senso di familiare naturalezza. Maria ha la testa inclinata di profilo, come nell'Adorazione dei Magi, simile nelle fattezze e nell'atteggiamento. Le due donne si chinano verso il centro e nei loro volti si coglie una freschezza adolescenziale, interrotta dall'espressione del Bambino che si volta verso la madre come per ottenerne il consenso.
Non si tratta più dell'infante alla maniera quattrocentesca usato nelle due precedenti redazioni del tema, a Washington e a Detroit, ma in questo caso l'artista rappresentò un fanciullo abbastanza grande da poter compiere il gesto di infilare l'anello, a testimonianza dei suoi interessi in quel periodo sul mondo dei bambini che studiava attentamente. Anche la presenza del vestito candido testimonia una scelta precisa di raffigurare con verosimiglianza un'età più avanzata di qualche anno, a differenza della tradizionale nudità di Gesù infante.
Le analisi a raggi X hanno confermato come il dipinto di Napoli sia il prototipo delle numerose copie: il disegno sottostante della Vergine è leggermente diverso e l'artista capovolse il quadro prima di iniziare una nuova composizione.
L'esecuzione è vivace, il tocco sicuro, notevole la resa dei dettagli. Seguirà un linguaggio più forbito ed elegante nell'altro Matrimonio mistico di santa Caterina d'Alessandria alla presenza di san Sebastiano del museo del Louvre, che il Correggio dipinse solo qualche anno più tardi.